# Jazzpigen
Jazzpigen (originaltitel The Perfect Flapper) er en amerikansk stumfilm fra 1924 instrueret af John Francis Dillon.

## Medvirkende
- Colleen Moore som Tommie Lou Pember
- Sydney Chaplin som Dick Trayle
- Phyllis Haver som Gertrude Trayle
- Lydia Knott som Sarah
- Frank Mayo som Reed Andrews
- Charles Wellesley som Joshua Pember
- Carl D. Bruner
- Babe London